# Drwęczno
Drwęczno – wieś w Polsce położona w województwie warmińsko-mazurskim, w powiecie lidzbarskim, w gminie Orneta. Wieś leży na terenie historycznej Warmii, w pobliżu ujścia Drwęcy Warmińskiej do Pasłęki, od czego pochodzi nazwa wsi.
W latach 1975–1998 miejscowość administracyjnie należała do województwa elbląskiego.
W miejscowości był przystanek kolejowy Drwęczno.